# Psathura
Psathura é um género botânico pertencente à família Rubiaceae.

## Espécies
1. ↑  «Psathura — World Flora Online». www.worldfloraonline.org. Consultado em 19 de agosto de 2020